# Ugljen
 Ovo je glavno značenje pojma Ugljen. Za ugljen za crtanje pogledajte Ugljen (crtački).
Ugljen je, kao vrsta fosilnog goriva, crna ili crno-smeđa, sedimentna stijena sa sadržajem ugljika od 30% (lignit) do 98% (antracit), pomiješanog s malim količinama sumpornih i dušikovih spojeva. Nastao je raspadanjem i kompakcijom biljne tvari u močvarama tijekom milijuna godina. Ugljen se vadi u ugljenokopima, a primarno se upotrebljava kao gorivo. Od svih fosilnih goriva ugljen se najdulje rabi i prvo je fosilno gorivo koje su ljudi trošili u velikim količinama.

## Nastanak ugljena
Ugljen je organskog porijekla, uglavnom biljnog, a u manjoj mjeri životinjskog. 
Razlikujemo dvije faze nastanka ugljena:
1. U prvoj fazi nakupljena organska tvar taloži se u slatkovodnim sredinama i redukcijskim uvjetima. Tada dolazi do truljenja organskih ostataka djelovanjem ograničene količine kisika i aerobnih bakterija, te gnjiljenja i raspadanja djelovanjem anaerobnih bakterija. Tako organski ostatci postupno prelaze u humusne tvari i treset. 
2. Druga faza ili pougljenjivanje zbiva se nakon slijeganja tla i prekrivanja treseta nanosima pijeska i gline, pod utjecajem fizikalnih i kemijskih činitelja (povišeni tlak i temperatura, djelovanje mineralnih primjesa, kemijski učinak plinova). To je proces redukcije i kompakcije u kojem se i dalje istiskuje voda, a treset počinje pretvorbu u lignit (ili po nekim klasifikacijama u mekani smeđi ugljen). Nastavkom dehidratacije stvara se (tvrdi) smeđi, zatim kameni ugljen, a na kraju eventualno antracit. Pri povišenoj temperaturi i povišenom tlaku može nastati grafit.
Ugljenonosni bazeni su depresije i uleknuća (uglavnom sinklinale), u kojima su taložine često sinsedimentacijske i mogu doseći iznimno velike debljine (cijela serija do nekoliko stotina metara). Građa bazena najčešće je karakterizirana manje ili više poremećenim sinklinalama, sinklinorijima i tektonskim grabama. 
Obzirom na položaj, ugljena serija može biti otkrivena, poluotkrivena i pokrivena. 
Unutar cijele serije može biti jedno ili više ležišta. Dijelovi ležišta koji su istraženi, ograničeni i određeni za otkopavanje označuju se kao polja.  Stupanj ugljenonosnosti polja iskazuje se masom ugljena na 1 m³, a stupanj ugljenonosnosti bazena u tonama na 1 km³.

## Podjela ugljena
Ugljen možemo podijeliti na prirodni i umjetni. 
- Prirodni ugljen nastaje milijunima godina procesom koji se zove karbonizacija ili pougljenjivanje.
- Posebnim postupkom može se proizvesti i umjetni ugljen tako da se organska materija zagrijava bez prisustva zraka. Taj proces se zove suha destilacija. Pri suhoj destilaciji uz umjetni ugljen kao čvrsti proizvod nastaju još i plinoviti i tekući prizvodi koji se koriste kao sirovine za kemijsku industriju. Koks je najpoznatija vrsta umjetnog ugljena. Ima veliku primjenu u industriji jer je zbog visokog sadržaja ugljika kvalitetno gorivo i dobro redukcijsko sredstvo. Drugi česti primjer, koji se ranije puno upotrebljavao u kućanstvima, je drveni ugljen.

Razlike među pojedinim vrstama ugljena potječu od različite ishodišne tvari, ali nastaju i tijekom niza biokemijskih, geokemijskih i geoloških pretvorbi te tvari. 
S obzirom na sastav ishodišne tvari ugljen može biti humusni, sapropelitni ili liptobiolitni. Na Zemlji ima najviše humusnog ugljena, dok su sapropelitni i liptobiolitni rjeđi.
1. Humusni ugljen nastaje od ligninsko-celuloznog tkiva viših biljaka. To je ogrjevni ugljen, slojevit, trakaste teksture i ne sadrži mnogo bitumena.
2. Sapropelitni ugljen potječe od sapropela, ostataka nižih organizama, fitoplanktona i zooplanktona. Ishodišne su tvari bile bjelančevine i masti, a nastali proizvod bitumen. Razlikuju se pravi sapropeliti i saprokoliti. U sapropelite spadaju ugljeni kenel i boghed.
3. Liptobiolitni ugljen nastao je od otpornih ostataka viših biljaka. On ne sadrži dijelove lingninsko-celuloznih tkiva. Obično je homogen u cijeloj svojoj masi. Postoje smolni i kutikulski liptobioti. Glavni su predstavnici disodil, piropisit i rabdopisit.

S obzirom na stupanj karbonizacije razlikuju se dvije velike skupine: kameni ugljen (plameni, plinski, kovački, koksni, polumasni, mršavi, antracit) i smeđi ugljen (lignit, zemljasti, obični, sjajni) te treset koji se ne smatra pravim ugljenom. Ugljen se može razlikovati po geološkoj starosti i po primjeni (energetski i tehnološki).  Najmlađi je treset, pa smeđi ugljen. Kameni ugljen je stariji, a antracit je najstarija vrsta ugljena.

## Kemijski sastav ugljena
Ugljen je složena smjesa tvari koja se sastoji od različitih ugljikovih i drugih spojeva. Organski spojevi su gorivi dio, a mineralne primjese i voda (vlaga) negorivi dio ugljena koji mu smanjuje toplinsku vrijednost. Ugljik je glavni sastavni element i nosilac toplinske vrijednosti ugljena. Maseni udio ugljika se povećava sa starošću. Vodik u ugljenu može biti vezan s ugljikom u ugljikovodicima (slobodni vodik) ili vezan s vodom (vezani vodik). Slobodni vodik može goriti uz oslobađanje topline dok vezani ne može. Što je veći stupanj pougljenjenja, udio vodika je manji. Koks je praktički bez vodika pa izgara bez plamena, dok ugljeni s većim udjelom vodika imaju veći plamen i više dima pri izgaranju. Kisik i dušik u ugljenu smanjuju toplinsku vrijednost, ali dušik, za razliku od kisika, poboljšava kvalitetu ugljena namijenjenog kemijskoj preradi jer daje više amonijaka. Sumpor u ugljenu može biti organski i anorganski. Organski potječe od biljne protoplazme koja sadrži bjelančevine. Prilikom izgaranja ugljena izgara i organski i anorganski dio. Anorganski dio se spaja s kisikom u plin sumporni dioksid. Fosfor je u ugljenu zastupljen vrlo malo i pri izgaranju ostaje u pepelu. 
U ugljenu se osim gorive tvari nalaze i vlaga, pepeo i hlapljivi sastojci. Ukupni hlapljivi sastojci se određuju iz razlike masa ugljena i dobivenog koksa, a suhi hlapljivi sastojci preostaju nakon odbitka vlage. Stalni ugljik je razlika masa koksa i pripadnog pepela. Čista goriva tvar sastoji se od stalnog ugljika i suhih hlapljivih sastojaka. Vlaga se iskazuje kao vanjska i unutrašnja te ukupna vlaga. Sirovi ili rovni ugljen sadrži i unutrašnju i vanjsku vlagu, ugljen sušen na zraku samo unutrašnju, koja se može ukloniti na 105°C, a apsolutno suhi ugljen uopće nema vlage. U nekim vrstama ugljena postoji i konstitucijska vlaga u obliku kristalne vode koja je vezana uz pojedine mineralne sastojke. Udio vlage ovisi o stupnju pougljenjenja,                       strukturi, usitnjenosti ugljena i hidrogeološkim uvjetima na radilištu. Pepeo ostaje nakon potpunog izgaranja ugljena. Singenetski pepeo sadrži primjese koje su ušle u ugljen za njihova nastajanja. Epigenetski pepeo daju mineralne primjese naknadno dospjele u ugljen infiltracijom ili cirkulacijom mineralnih voda uzduž pukotina i slojnih ploha u ugljenu. U ugljenom se pepelu često nalaze vezani alkalijski i zemnoalkalijski elementi, čestice gline i kremena, te oksidi, sulfidi i sulfati. Pepeo nekih vrsta ugljena sadrži i veće udjele teških, čak i plemenitih metala: zlata, srebra, platine, olova, cinka, nikala, kobalta i drugih. U posljednje su vrijeme u ugljenom pepelu nađeni i spojevi vanadija i uranija; osobito zanimanje vlada za dobivanje uranija (kod nas za uran iz pepela raškog ugljena). Hlapljivi sastojci se izdvajaju prilikom suhe destilacije (zagrijavanje ugljena na visokoj temperaturi bez prisustva zraka). Prvo se pojavljuje vodena para, zatim izdvajanje molekula vode, ugljičnog monoksida, ugljičnog dioksida i metana. Pri temperaturi višoj od 500 °C izdvajaju se složeni ugljikovodici i kisikovi spojevi te dijelom sumporovodik. Zbroj masa hlapljivih sastojaka i koksa bez mineralnih sastojaka čini ukupnu masu čiste gorive tvari u ugljenu. Koks je čvrst ostatak nakon suhe destilacije, a sadrži uglavnom ugljik, mineralne tvari i vrlo malo hlapljivih tvari. 
Elementarnom analizom određuje se kemijski sastav čiste gorive tvari (ugljika, vodika, kisika, dušika i sumpora) u ugljenoj tvari bez vlage i mineralnih sastojaka. Tehničkom analizom ugljena dobivamo podatke u udjelu vlage, pepela, stalnog ugljika i hlapljivih sastojaka. 
Toplinska vrijednost ugljena može se odrediti na više načina: eksperimentalno u kalorimetru ili računski na temelju podataka elementarne i tehničke analize. 
Razlikujemo gornju i donju toplinsku vrijednost. Gornja se odnosi na ukupnu toplinu koja se oslobađa potpunim izgaranjem mase od 1 kg ugljena, s tim da voda nastala izgaranjem ugljena ostaje u kapljevitom stanju. Donja toplinska vrijednost dobiva se iz gornje oduzimanjem topline utrošene na isparavanje vode.

## Struktura i fizikalna svojstva ugljena
Ugljen nije jednostavna i homogena masa, nego složena i heterogena tvorevina. Za ocjenu kvalitete ugljena određuju se njegova fizikalna svojstva, a pod mikroskopom i građa te međusobni odnosi glavnih sastojaka. Glavni sastojci ugljena su durit, fuzit, klarit, vitrit. 
- Durit (lat. durus = tvrd) je heterogeni tamni sastojak. Tvori tamne pruge s neprozirnom osnovnom masom. Na uglačanoj površini je mutan, tvrd i ne raspada se. Nastao je od lupina spora, epiderme lišća, peluda, tvrdih kapljica smole i amorfnog veziva. Pojavljuje se u samostalnim slojevima ili u proslojcima u svijetlom ugljenu. Zrnate je građe i sastoji se od temeljne mase bez strukture i uklopaka od biljnih ostataka.
- Fuzit (lat. fusus = istegnut) je homogen i tvrd poput čađe, prlja prste pri opipu i pri gorenju jako čađi. Mekan je i lako se raspada. To je tipičan vlaknasti ugljeni vrlo je sličan drvenom ugljenu pa ga često zovu fosilni drveni ugljen. Pod mikroskopom u prolaznoj svjetlosti obično pokazuje jednoličnu strukturu komora, s neprozirnim crnim stijenkama i slobodnim prozračnim otvorima.
- Klarit (lat. clarus = svijetao) je polusjajni složeni sastojak ugljena. Pojavljuje se u proslojcima ili u debelim slojevima, a naziva se i svijetli ugljen. Za klarit je karakteristična velika količina amorfnog veziva. Pod mikroskopom pokazuje kutikule i spore u temeljnoj masi.
- Vitrit (lat. vitreus = staklast)  je sasvim svijetao, sjajan, proziran, krhak i složen sastojak. Pojavljuje se u obliku dugih ili kratkih leća debljine od 1 do 3 cm koje su uvijek pravilne kalavosti. U vitritu prevladava amorfno vezivo. Vitrit nepravilne strukture zove se kolinit ili euvitrit, a ako u njemu ima drvene tvari, radi se o telinitu.

Uz spomenute glavne sastojke česti su i prijelazni oblici: duroklarit, klarodurit, vitrofuzit, fuzosilit.
Na fizikalna svojstva pojedinih vrsta ugljena utječe njihov petrografski sastav, stupanj pougljenjenja, udio i vrste anorganskih primjesa te stupanj oksidacije. Neka od svojstava služe za razlikovanje pojedinih vrsta ugljena: sjaj, boja, crt, prijelom, struktura. 
Prava gustoća ugljena odnosi se na gustoću čiste gorive tvari pri 0 °C, dakle bez mineralnih primjesa i vlage. Praktična gustoća pokazuje gustoću ugljena kakav dolazi izravno iz rudnika. Najmanju pravu gustoću imaju treseti, a zatim se povećava od lignita i smeđeg ugljena do kamenog ugljena i antracita. Praktična gustoća je redovito veća od prave jer su anorganske primjese veće gustoće od organskih ugljenih tvari. Električna otpornost ugljena ispituje se prilikom geofizičkih istraživanja ugljenih ležišta. Ona je najmanja u antracitu, a najveća u mršavom i masnom kamenom ugljenu.

## Glavne vrste ugljena
Na osnovi stupnja pougljenjenja i razlika u geološkoj starosti ugljen se svrstava na treset, smeđi ugljen i kameni ugljen. 
Treset se ne smatra pravim ugljenom. To je geološki najmlađe fosilno gorivo. Njegova su ležišta mjesta na kojima se nakupilo i gdje bez prisutnosti zraka humificira uginulo bilje iz najbliže pliocenske i kvartarne prošlosti. Treset je laka, šupljikava, kompresibilna i elastična masa biljnih ostataka. Mekan je dok je vlažan, tvrđi i lako drobljiv kad je suh, smeđe, žućkaste i crne boje. Unutar debljih naslaga treseta razlikuju se slojevi prema starosti i vrstama bilja. Obično je najmlađi treset vlaknast, lisnat ili mahovinast, a stariji je gust, amorfan, smolinast ili jetrenast. U svježem je tresetu maseni udio vode 90 %, a udio ugljika raste s dubinom sloja. S obzirom na malu ogrjevnu moć treset nije rentabilno prevoziti, pa se iskorištava izravno u termoelektranama izgrađenim uz velika nalazišta. Treset služi i za proizvodnju fenola, voska, amonijaka, alkohola, nekih kiselina i drugo. Najviše treseta imaju zemlje istočne Europe i Sjeverne Amerike, zatim Finska, Švedska, Norveška, Nizozemska, Njemačka, Češka i Slovačka. U Hrvatskoj ga ima uz rijeku Zrmanju te u šumama Slavonije. 
Smeđi ugljen pripada humusnom ugljenu, a samo su neki lipobioliti i sapropeliti. Pri zagrijavanju u kalijevoj lužini daje joj izrazito tamnu boju, a u razrijeđenoj dušičnoj kiselini svjetlocrvenu boju. Vrlo bogatim ležištima razovrsnog smeđeg ugljena raspolažu SAD, Kanada, Njemačka, Meksiko, Češka i Slovačka. Smeđi ugljen djeli se na ugljen s uklopcima drvenog sastava ili mekani smeđi ugljen, odnosno lignit, i na ugljen bez ukopaka drvenog sastava ili tvrdi smeđi ugljen. Lignit se dijeli na zemljasti i škriljasti lignit, a tvrdi smeđi ugljen na obični, sjajni i zemljasti smeđi ugljen.  Zemljasti lignit zemljaste je strukture, neravna i tupa prijeloma. Stajanjem na otvorenom gubi žutu ili smeđu boju, a gubitkom vlage mrvi se i raspada. Pri otkopavanju daje dosta sitneži i prašine, a može se oplemeniti briketiranjem. Ovakvi ligniti se nalaze u lignitu iz Konjščine u Hrvatskom zagorju. Škriljasti lignit ima škriljasti prijelom, ne gubi boju i vrlo se rijetko raspada u prašinu. To je tresetasti ugljen u koji se svrstavaju naši najmlađi pliocenski ligniti iz gornjopontskih i paludinskih naslaga u Podravini. Pojedini slojevi sadrže i više od 50% treseta. Obični (tamni) smeđi ugljen je kompaktan, smeđ ili crn, s tamnim sjajem na poprečnom vertikalnom prijelomu, dok su plohe na horizontalnom prijelomu još tamnije. Ne raspada se u prah i ne gubi boju. Prijelom mu je četvrtast, rjeđe škriljast ili školjkast. Sjajni (svijetli) smeđi ugljen najtvrđi je i najkompaktniji među smeđim ugljenima. Crn je i vanjskim izgledom nalikuje kamenom ugljenu. Ima svjetao kockast, četvrtast ili školjkast prijelom. U nas je takav ugljen u Krapini, Golubovcu i Zajezdi iz oligocena Hrvatskog zagorja te u Siveriću, Velušiću i Dubravicama iz gornjeg eocena i donjeg oligocena iz Dalmacije. Zemljasti smeđi ugljen vrsta je smeđeg ugljena podudarna s disodilom i piropisitom i bogata bitumenom. Amorfan je i prašinast, lako se drobi, žute je do smeđe boje. Često sadrži fosilne smole pa je prikladan za preradu švelanjem. Osim navedenih postoje i posebne vrste smeđeg ugljena: disodil, piropisit, rabdopisit, marahunit, smolinasti ugljen, gagat.
Kameni ugljen se od smeđeg ugljena razlikuje po vanjskom izgledu, čvrstoj strukturi, obično crnoj ili sivocrnoj i smeđosivoj boji, a posebno po crtu koji je crn. Kameni ugljen može biti sjajan, mutan ili vlaknast i često kockasta ili sitnoprizmatična prijeloma. Pripada pretežito humusnim ugljenima, a u manjoj mjeri sapropelitima i mješovitim tipovima. Destilat kamenih ugljena reagira alkalno, a smeđih ugljena kiselo. Maseni udio vlage u kamenom ugljenu rijetko je veći od 7 %, u smeđem 15 %, a u lignitu i veći od 40 %. Najviše kamenog ugljena ima na teritoriju bivšeg SSSR-a, u SAD-u, Kini, Kanadi, Njemačkoj, Velikoj Britaniji i Poljskoj. Hrvatska je poznata po Istarskim ugljenokpima. Pojedine vrste kamenog ugljena: masni ugljen, plinski ugljen, plameni ugljen, mršavi ugljen, kanel, boghed te antracit.

## Prerada i uporaba ugljena
Dva su glavna područja uporabe ugljena. Može se izravno nakon oplemenjivanja (a katkad i briketiranja) upotrebljavati kao gorivo ili se može prerađivati u mnoge korisne kemijske spojeve i industrijske proizvode. 
Mehanička preradba ugljena obuhvaća njegovo oplemenjivanje (odvajanje korisnih od beskorisnih sastojaka), promjenu granulacije i klasiranje te briketiranje, okrupnjivanje sitnozrnatog ili prašinastog ugljena primjenom tlaka. 
Kemijska preradba ugljena obuhvaća rasplinjivanje, hidrogenaciju, ekstrakciju i isplinjivanje. Rasplinjivanje je kemijski proces u kojem se užareni ugljen dovodi u dodir sa zrakom, vodenom parom, smjesom zraka i vodene pare ili smjesom kisika i vodene pare, a kao glavni proizvod te reakcije nastaju različiti tehnički plinovi. Hidrogenacijom ugljena vodikom pri višoj temperaturi i pri tlaku i do 100 MPa uz katalizator dobivaju se tekući ugljikovodici, uglavnom benzin i srednje ulje. Ekstrakcija ugljena je blaga ne izravna hidrogenacija pomoću otapala koja otpuštaju vodik, a dobivaju se ekološki vrijedna tekuća pogonska goriva bez sumpora i mineralnih tvari koje ostavljaju pepeo. Isplinjavanje je suha destilacija, zagrijavanje bez prisustva zraka. Pritom ugljen ne može izgoriti nego otpušta hlapljive sastojke od kojih se dobiju gorivi plin i tekući destilacijski proizvodi (katran), a kao čvrsti proizvod ostaje koks ili polukoks. Prema temperaturi isplinjavanja razlikuju se švelanje i koksarenje. Švelanje je niskotemperaturno isplinjavanje ugljena (pri 500-600°C). Glavni proizvodi švelanja su polukoks i švelni katran. Za švelanje se uzima smeđi ugljen, a švelanje kamenog ugljena mnogo je manje važno. Ugljen za švelanje mora biti briketiran, a u švelnim pećima se različito zagrijava. Koksarenje je visokotemperaturno isplinjavanje ugljena (900-1200°C).  Kao sirovina se koristi masni kameni ugljen. Glavni proizvod je koks, a sporedni su katran, koksni plin i destilacijska voda.

## Vanjske poveznice
- Načini pročišćavanja, proizvodnja, potrošnja i zalihe ugljena  Arhivirana inačica izvorne stranice od 4. lipnja 2007. (Wayback Machine)
- Ugljen Hrvatska tehnička enciklopedija, portal hrvatske tehničke baštine. LZMK